# Bagatelle (metropolitana di Tolosa)
Bagatelle (in occitano Bagatèla) è una stazione della metropolitana di Tolosa, inaugurata il 26 giugno 1993. È dotata di una banchina a otto porte e perciò può accogliere treni composti da due vetture.

## Architettura
L'opera d'arte che si trova nella stazione, è una "creazione di muri per l'utilizzo della luce con un solo sistema geometrico composto da dodici fasci luminosi", realizzata da Dimitry Orlac.

## Servizi
La stazione dispone di:
- Biglietteria automatica
- Scale mobili